# ميديا موليكول
ميديا موليكول (بالإنجليزية: Media Molecule) هي شركة بريطانية مطورة لألعاب الفيديو يقع مقرها في جيلفورد وهي تابعة لسوني كمبيوتر إنترتينمنت، تأسست عام 2006. من أشهر ألعابها ليتل بغ بلانت.

## الألعاب
| اسم اللعبة        | الإصدار | الجهاز            |
| ----------------- | ------- | ----------------- |
| ليتل بيغ بلانت    | 2008    | بلاي ستيشن 3      |
| ليتل بيغ بلانت    | 2009    | بلاي ستيشن بورتبل |
| ليتل بغ بلانت 2   | 2011    | بلاي ستيشن 3      |
| تيرأواي           | 2013    | بلاي ستيشن فيتا   |
| تيرأواي أونفولديد | 2015    | بلاي ستيشن 4      |
| أحلام             | 2020    | بلاي ستيشن 4      |

## وصلات خارجية
- الموقع الرسمي